# ムイズッディーン・カイクバード
ムイズッディーン・カイクバード（Muiz ud din Qaiqabad, 1270年頃 - 1290年10月14日）は、北インドのデリー・スルターン朝、奴隷王朝の第10代の君主（在位：1287年 - 1290年）。

## 生涯
1287年中頃、祖父で君主のギヤースッディーン・バルバンが死去した。彼は生前、長男ムハンマド・ハーンの息子カイ・ホスローを王とするように命じていたが、ムハンマド・ハーンと貴族らは対立していたためこれを無視し、次男ブグラー・ハーンの息子ムイズッディーン・カイクバードを即位させた。
しかし、若年の彼には統率力がなく、酒色に溺れるようになり、その実権は統治をまかせられた貴族の一人マリク・ニザームッディーンに握られていた。彼はカイ・ホスローをムルターンに退けて殺害したのみならず、バルバンの治世からの主な貴族らを政権の中枢から外す、あるいは殺害するなどして、まるで自身が王であるかのように振る舞った。
1290年、カイクバードはマリク・ニザームッディーンに自分まで殺害されるのではないかと恐れるようになり、遂に部下に命じて暗殺させた。一方、彼自身はこの頃までに過度の酒色が原因で動けなくなり、無気力で国政に参加できなくなっていた。
マリク・ニザームッディーンの死によって、それまで抑圧されていたバルバンの治世からの貴族が再び幅をきかせるなどようになり、彼らはカイクバードの病状を見て退位させた。そして、カイクバードの幼い息子シャムスッディーン・カユーマルスを新たに擁立し、その名を刻んだ貨幣を鋳造した。
一方、マリク・ニザームッディーンが古参のトルコ系貴族を多数排斥した結果、トルコ系とアフガン系の混血である（どちらかといえばアフガン人として扱われていた）ハルジー族が台頭するようになり、ぞの族長ジャラールッディーン・ハルジーが勢力を伸ばしていた。バルバンの治世からの貴族らはトルコ系の支配に危機感を覚え、新王カユーマルスを擁してこれに対抗しようとした。
だが、ジャラールッディーン率いるハルジー族はデリーの宮殿を先制攻撃し、カユーマルスを捕えた。そののち、カイクバードはジャラールッディーンに命じられた人物（かつてカイクバードがその父親を殺した人物）に殺害された。